# Junção neuromuscular

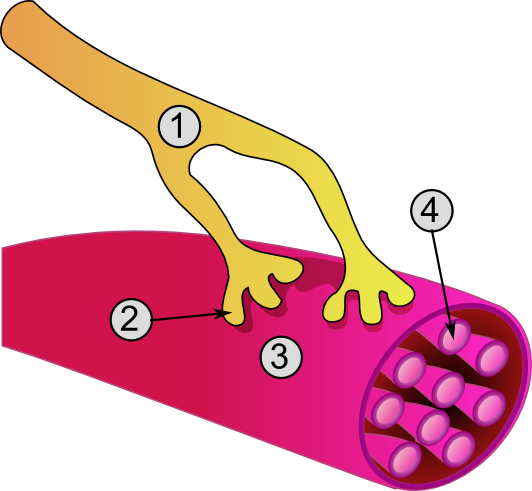
Visão global da junção neuromuscular:
1. Axônio
2. Placa motora
3. Fibra muscular
4. Miofibrila

A junção neuromuscular ou junção mioneural é o local de uma sinapse especializada entre o terminal axônico de um neurônio motor e uma célula muscular (estriada esquelética, cardíaca ou lisa). É nela que se transmite o potencial de ação do nervo para o músculo, a fim de ocorrer a contração deste. Também é o ponto onde podem se desenvolver diversas doenças e, por conta disso, o local de ação de vários fármacos. 

## Elementos da junção neuromuscular
Os componentes da junção neuromuscular podem ser resumidos em três: o terminal do neurônio motor (motoneurônio), a fenda sináptica a placa motora da fibra muscular. O motoneurônio e as fibras musculares que ele inerva formam a estrutura chamada unidade motora.

### Terminal do neurônio motor
O terminal do neurônio motor se ramifica para encontrar uma ou mais fibras musculares. Perto delas, são formados os chamados botões sinápticos, os quais se encaixam em “dobras” do sarcolema. Essas dobras servem para aumentar a área de contato da membrana pós-sináptica com a pré-sináptica, o que influencia a eficiência da transmissão do sinal químico. Os botões sinápticos do motoneurônio são envolvidos por células de Schwann, que formam uma capa sobre a junção neuromuscular. Essas células da glia são importantes para a formação, a manutenção e a regeneração das junções. Tanto a membrana plasmática do motoneurônio quanto a das vesículas têm proteínas da família SNARE (do inglês, Soluble NSF Attachment Protein Receptor), complexos que catalisam a fusão entre as membranas vesicular e celular, a fim de haver liberação do conteúdo vesicular. Cada botão sináptico tem as chamadas zonas ativas, regiões específicas de sua membrana plasmática com alta densidade eletrônica, que serve como um sinalizador para onde exatamente as vesículas sinápticas devem se fundir para liberar os neurotransmissores. As zonas ativas possuem canais de cálcio voltagem-dependentes, importantes para a liberação dos quanta de acetilcolina.

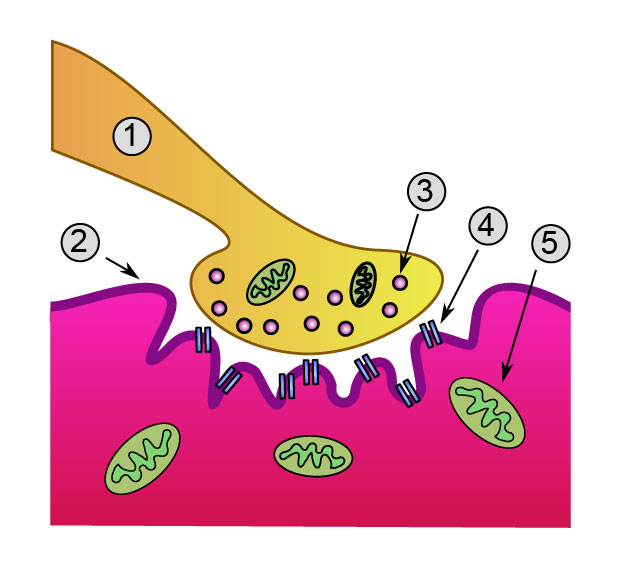
Visão detalhada de uma junção neuromuscular:
1. Terminal pré-sináptico
2. Sarcolema
3. Vesícula sináptica
4. Receptor de aceticolcolina nicotínico
5. Mitocôndria

### Fenda sináptica
A fenda sináptica, neste contexto, é o espaço de 50 a 100 nm entre a membrana do botão sináptico neuronal e o sarcolema. Forma uma discreta lâmina basal, na qual há  É onde há liberação dos neurotransmissores acetilcolina do motoneurônio para a fibra muscular, a fim de que esse sinal químico vire novamente um sinal elétrico dentro da célula do músculo estriado esquelético. Os neurotransmissores não entram na célula pós-sináptica, apenas interagem com seus receptores transmembrana nela. Após essa interação, as moléculas de acetilcolina são degradadas na própria fenda pela enzima acetilcolinesterase, que as transformam em colina e acetato. Parte da colina pode ser reabsorvida pelo motoneurônio, sendo assim reciclada, a fim de fazer novos neurotransmissores, armazená-los nas vesículas sinápticas e usá-los novamente quando houver outro potencial de ação. 

### Placa motora
A placa motora é a região pós-sináptica, da membrana plasmática da fibra muscular. É o ponto específico onde há a conexão dessa célula com o motoneurônio. O sarcolema dessa região tem muitas dobras juncionais, como já mencionado, a fim de otimizar esse contato, canais nicotínicos, iônicos transmembrana, dependentes de ligante, no caso a acetilcolina, chamados de receptores de acetilcolina. Eles ficam nos ápices dessas dobras, formando aglomerados, enquanto canais de sódio voltagem-dependentes estão localizados mais profundamente nas dobras, e servem para mediar o início do potencial de ação da célula muscular. O sarcoplasma na região da placa motora é rico em mitocôndrias, ribossomos e grânulos de glicogênio. O sarcolema tem diversas proteínas que ajudam a conexão entre motoneurônio e fibra, como a NCAM (do inglês, Nerve Cell Adhesion Molecule), a agrina (proteoglicano que leva à diferenciação da região pós-sináptica e à formação dos aglomerados de receptores de acetilcolina; a fibra muscular tem receptores, chamados LRP4, para essa molécula), a quinase MuSK (Muscle Specific Kinase, um receptor tirosina quinase), a rapsina (proteína do sarcoplasma que age na conexão entre os receptores de acetilcolina e o citoesqueleto, no agrupamento desses receptores nas cristas das dobras juncionais). 
A diferenciação e a manutenção da sinapse neuromuscular são mantidas por essas e outras proteínas. O receptor LRP4 e a quinase MuSK se associam; a agrina é liberada pelo cone de crescimento do neurônio, interage com os receptores LRP4 e, assim, ativa a MuSK, o que resulta na formação do aglomerado de receptores nicotínicos na membrana plasmática da fibra muscular. Essa associação e sinalização recíproca determina a localização dessa sinapse na fibra muscular. 

## Sinapse neuromuscular
O neurônio motor sofre despolarização e conduz um potencial de ação, que percorre toda sua estrutura até chegar ao terminal do axônio. Quando a membrana dessa área é despolarizada, canais de cálcio voltagem-dependentes são sensibilizados e se abrem, permitindo a entrada desse cátion no terminal axonal. As proteínas de membrana tanto do motoneurônio, como a sinaptobrevina e a sinaptotagmina, quanto das vesículas, como a SNAP-25 e a sintaxina, são importantes para a fusão dessas membranas ocorrer.O cálcio mobiliza as vesículas sinápticas para se fundirem à membrana plasmática do motoneurônio, na área dos botões sinápticos, liberando assim os neurotransmissores na fenda sináptica por exocitose. Essas vesículas são chamadas de “quanta”, que nos vertebrados são pacotes com aproximadamente 10.000 moléculas de acetilcolina. Esse conteúdo de um quanta é chamado de "quantal content". 
Em seguida, essas moléculas encontram seus receptores, canais iônicos transmembrana dependentes de ligante, no sarcolema, interagem com e provocam mudança conformacional neles, fazendo com que permitam a entrada de cátions na fibra muscular. Esse é o início da despolarização da membrana plasmática dela, cujo potencial de repouso está em torno de -90 mV. Com o influxo de cátions, o chamado potencial da placa motora começa a ficar menos negativo, e há também influxo de íons de sódio por canais de sódio voltagem-dependentes nas dobras do sarcolema. Atingido o limiar, aproximadamente a -45 mV, cria-se um potencial de ação da célula muscular, que se propaga por todo o sarcolema, incluindo os túbulos T, permitindo a transmissão da despolarização para o interior da fibra muscular.
Em mamíferos, o número de quanta liberado por um potencial de ação do motoneurônio de baixa frequência (0,1 - 1 Hz) é de duas a quatro vezes maior do que o necessário para desencadear um potencial de ação na placa motora. Isso serve como margem de segurança para garantir a transmissão.A interação da acetilcolina com seu receptor dura aproximadamente 2 milissegundos, e o neurotransmissor é logo hidrolisado pela acetilcolinesterase. Isso garante uma transmissão rápida e eficaz.

## Contração muscular
O processo de contração muscular se dá pela despolarização do sarcolema pelo sinal transmitido pela acetilcolina e sua interação com os receptores nicotínicos, sinal esse que leva a liberação de cálcio do retículo sarcoplasmático. Gera-se um potencial de ação da placa motora, o qual se espalha pelo sarcolema e pelos túbulos T. Esse fenômeno leva à liberação de cálcio do retículo sarcoplasmático da fibra muscular para iniciar a contração muscular. O receptor de di-hidropiridina (DHP), um canal de cálcio voltagem-dependente, está presente na região dos túbulos T e percebe a despolarização, ativando o receptor de rianodina (RyR), presente na superfície do retículo sarcoplasmático, o que permite saída de íons cálcio do retículo para o sarcoplasma. Essa quantidade de cálcio intracelular interage com a unidade de contração da célula, o sarcômero. Ele é formado por filamentos finos, compostos por actina, e filamentos grossos, compostos por miosina. Os filamentos de actina possuem um sítio de interação com a miosina, o qual no repouso permanece bloqueado por uma molécula de tropomiosina.
Quando há cálcio, esse cátion interage com a troponina, o que faz a tropomiosina se deslocar e deixar exposto o sítio de interação da actina. Assim, as cabeças das moléculas de miosina conseguem interagir com as moléculas de actina, sofrem alteração conformacional e realizam um movimento de rotação que fazem o filamento fino deslizar sobre o filamento grosso, encurtando o sarcômero e promovendo a contração da miofibrila. Esse processo depende também de ATP. Quando o estímulo nervoso cessa, o receptor de rianodina é desativado, e os íons cálcio voltam ao retículo sarcoplasmático por meio de bombas de cálcio. As calsequestrinas, presentes na membrana desse retículo, associam-se ao cálcio e aprisionam-no nele. A presença de ATP também desconecta a cabeça da miosina dos sítios de actina. Note que esse é o mecanismo para a fibra muscular estriada esquelética.

## Rigor Mortis
A desconexão da cabeça de miosina da actina, depois de feita a interação entre os filamentos dessas duas moléculas, depende de ATP. Quando não há oxigênio nas células, não há respiração celular e, consequentemente, não há produção de ATP. Sem ATP nas miofibrilas, o desligamento das cabeças de miosina não ocorre. As pontes cruzadas dos filamentos finos, portanto, não se desfazem, o que caracteriza o rigor mortis. Essa condição se reverte de 15 a 25 horas depois, quando há degradação proteica da cabeça da miosina por enzimas lisossomais.

## Fármacos relacionados

### Bloqueadores neuromusculares
Impedem a transmissão do estímulo nervoso do motoneurônio para a fibra muscular. Esse bloqueio pode ser realizado na parte pré-sináptica ou na pós-sináptica da junção neuromuscular.

#### Toxina botulínica
É uma exotoxina bacteriana que faz bloqueio na região pré-sináptica da junção, impedindo a liberação de acetilcolina das vesículas sinápticas e causando paralisia flácida, uma vez que não há contração muscular. Existem vários tipos dessa toxina, com vários alvos diferentes, como a proteína SNAP-25, da família das proteínas SNARE, a sinaptobrevina e a sintaxina. Em altas concentrações provoca o botulismo, normalmente ocasionado por ingestão de alimentos contendo Clostridium botulinum e cujos sintomas são náuseas, vômitos, visão turva, paralisia parassimpática e motora progressiva, podendo ocorrer paralisia respiratória.
A injeção de toxina botulínica na prática clínica tem inúmeros usos, como tratamento de blefarospasmo e prevenção ou correção de rugas.

#### Tubocurarina
É um bloqueador não despolarizante, isto é, age como um antagonista competitivo dos receptores de acetilcolina na região pós-sináptica. As moléculas do fármaco interagem com esse receptor e não provocam nenhuma modificação conformacional dele, o que neste caso provoca paralisia muscular flácida, pois a fibra muscular não é despolarizada. Ela ainda pode ser estimulada eletricamente de forma direta e responder a esse estímulo.
Hoje, a tubocurarina não é muito utilizada; foi substituída por sintéticos como o pancurônio, o vecurônio, o cisatracúrio e o mivacúrio, que têm propriedades que tornam seu uso mais vantajoso na prática clínica.

#### Succinilcolina
Também chamada de suxametônio, é um bloqueador despolarizante, isto é, bloqueia a transmissão do potencial de ação por meio da despolarização do sarcolema. Isso acontece porque a molécula é um agonista dos receptores de acetilcolina da região pós-sináptica. Quando administrada, ela interage com esse receptor, provoca mudança conformacional nele. Ele então vai para seu estado ativado, permitindo a entrada de íons de sódio para o sarcolema e despolarizando a membrana plasmática da fibra muscular. Entretanto, a interação da succinilcolina com o receptor é prolongada, uma vez que ela é resistente à acetilcolinesterase e demora mais a ser degradada. Depois de ativado, o receptor vai para o estado de repouso, para então ser ativado novamente; ainda interagindo com a succinilcolina, ele não consegue passar do estado inativado para o de repouso. O receptor então mantém-se no estado inativado e, mesmo com a acetilcolina, não é ativado, pois foi dessensibilizado, e consequentemente não permite ocorrência de potencial de ação. Ela provoca inicialmente fasciculações musculares, logo seguidas de paralisia neuromuscular.

## Doenças relacionadas
As doenças que se desenvolvem na junção neuromuscular são divididas em duas classes: esporádicas, que envolvem autoanticorpos contra componentes dela, e de herança genética, em que há mutação de genes que codificam elementos da junção, comprometendo suas funções. Elas podem envolver, por exemplo, atividade exacerbada da acetilcolinesterase, falta de neurotransmissores ou problema na sua liberação (“quantal content” ou conteúdo de um quanta reduzido), menos canais de cálcio voltagem-dependentes no motoneurônio, menos dobras no sarcolema e menos receptores de acetilcolina na fibra muscular.

### Miastenia Gravis
Essa condição é uma reação de hipersensibilidade do tipo II, causada pela produção de auto-anticorpos contra os receptores nicotínicos de acetilcolina pós-sinápticos, na junção neuromuscular. Eles competem com as moléculas de acetilcolina endógenas. Sem a interação da acetilcolina com seu receptor, não há formação do potencial da placa motora, nem contração da miofibrila. Como resultado, há fadiga e fraqueza muscular, que pode ocorrer em crises e comprometer a atividade respiratória. Normalmente é acompanhada por timoma, um tumor no timo. Em uma parcela menor dos casos, os auto-anticorpos têm como alvo a quinase MuSK.

#### Tratamento
Os medicamentos para a miastenia gravis não são para o tratamento da condição, mas, sim, para diminuir os sintomas da doença e proporcionar maior qualidade de vida aos pacientes que vivem com ela. 
Os fármacos da classe de anticolinesterásicos ou inibidores da acetilcolinesterase de duração intermediária são usados por pacientes com miastenia gravis. Pela inibição dessa enzima, eles promovem maior concentração desse neurotransmissor na fenda sináptica, a fim de que ela seja maior do que a concentração dos auto-anticorpos e que haja maior probabilidade de interação entre acetilcolina e seus receptores. Os principais utilizados na prática clínica são a neostigmina e a piridostigmina. Também podem ser usados imunossupressores, como prednisolona, azatioprina, micofenolato, ciclosporina e tacrolimo, a fim de diminuir a resposta do sistema imune de produção desses auto-anticorpos. O Rituximab, um anticorpo monoclonal anti-CD20, pode ser usado em pacientes com miastenia gravis refratária, principalmente as que envolvem a proteína MuSK. 